# Радевич Леонід Васильович

## Життєпис
Радевич Леонід Васильович/Радевич-Сегайло Леонід Васильович (1885-1949)  український лікар-хірург, Заслужений лікар УРСР (Української Радянської Соціалістичної Республіки ) з 1941 р. 
Народився в м. Полтава в сім’ї фельдшера і медичної сестри. 
Після закінчення медичного факультету Харківського університету в 1912 р. очолив лікарсько-амбулаторний відділок у с. Варварівка на Полтавщині з 1912 по 1919 рік. 
У 1919 р. був запрошений у Карлівку для організації районної лікарні, яку він очолив і був провідним хірургом. З його ініціативи був побудований окремий хірургічний корпус з сучасним операційним перев’язочним блоком. 
Леонід Васильович Радевич був учасником Великої Вітчизняної війни. 
З 1941-1944 рр. був хірургом ряду евакогоспіталів.

Леонід Васильович був не тільки хірургом, а й гінекологом, акушером і офтальмологом.
Був членом правлінь наукових хірургічних товариств Полтавської, Харківської і Сумської областей, членом Ради Полтавського облздороввідділу.
Написав 14 праць.
Він був єдиним сільським лікарем серед перших семи заслужених лікарів України.

## Відзнаки

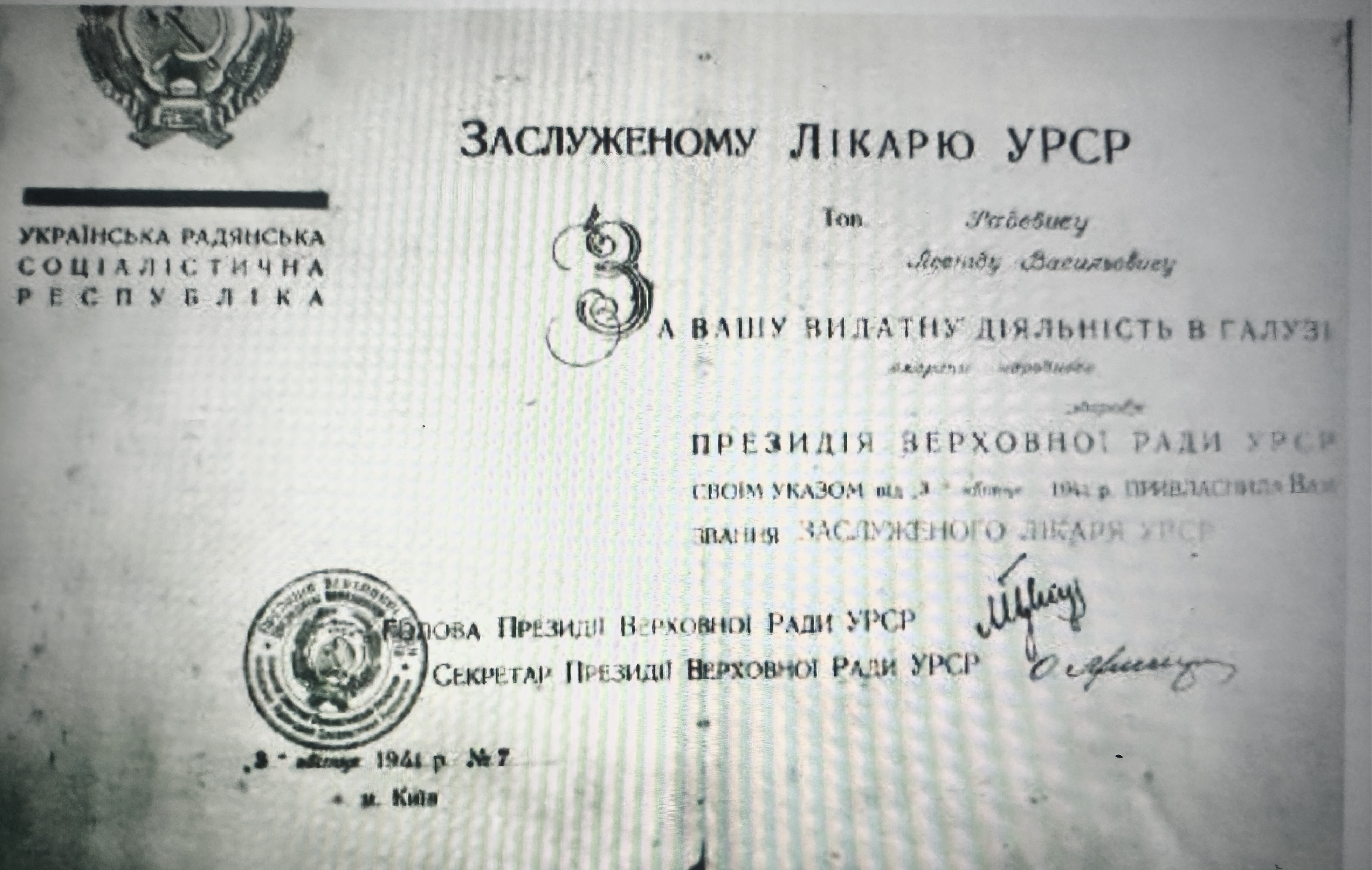
Звання заслуженого лікаря]міні

- Іменем Л. В. Радевича названа Карлівська центральна районна лікарня ім. Л.В. Радевича

- нагороджений медалями та  Значок «Відміннику охорони здоров'я» (СРСР)

- заслужений лікар УРСР з 1941 року

## Вшанування пам'яті

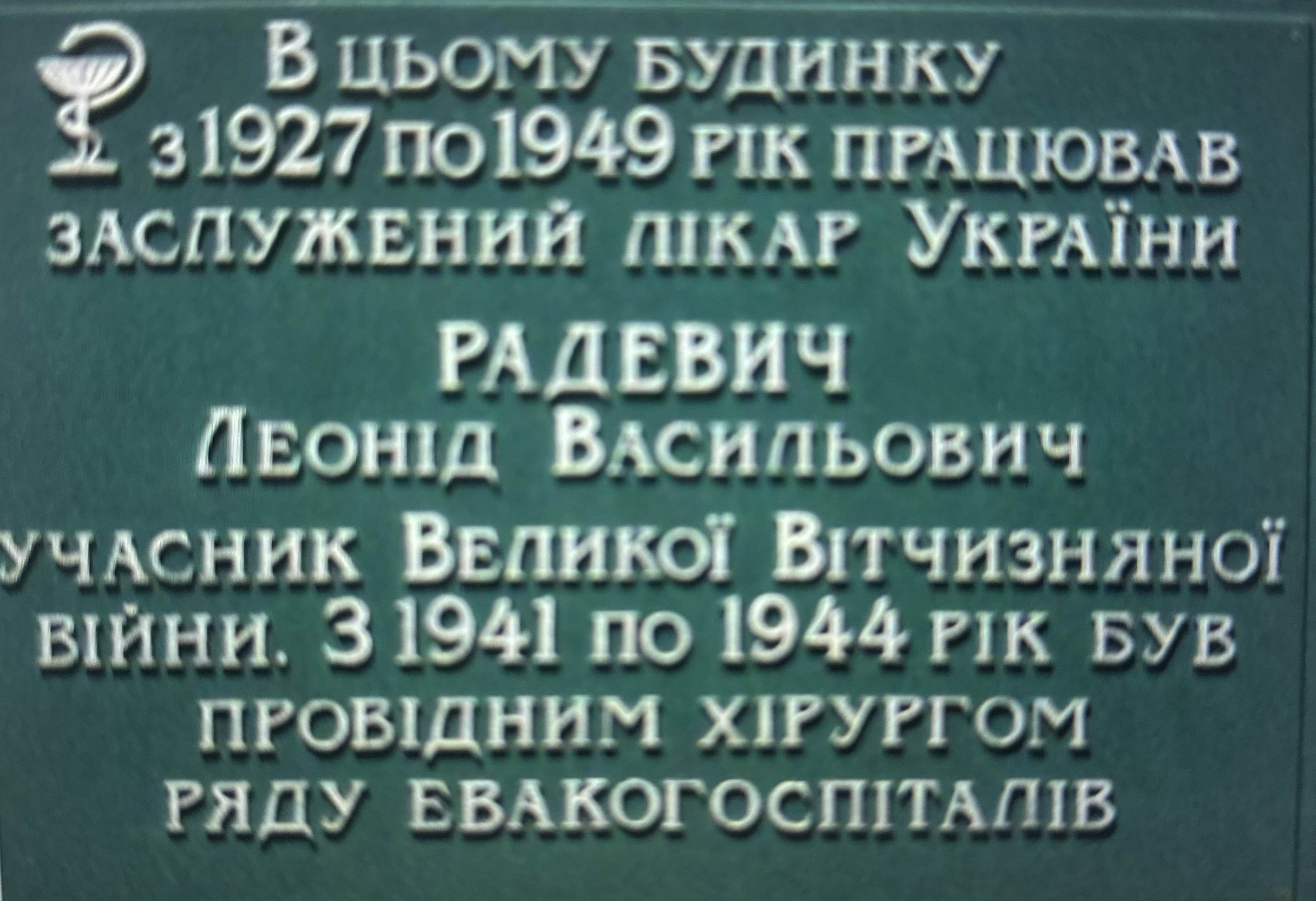
меморіальна дошка

- Іменем Л. В. Радевича названа Карлівська центральна районна лікарня ім. Л.В. Радевича

- Іменем Л. В. Радевича названа вулиця в місті Карлівка, Полтавської області.

- В Карлівці, Полтавська область йому встановлено меморіальну дошку

## Згадки
«У складі госпіталю, сформованого на базі Карлівської районної лікарні, до Вад прибуває її головний хірург Леонід Васильович Радевич. Він був чудовою людиною і чудовим спеціалістом.
Колеги називали його «золотим скальпелем» лікарні.
 Провідний хірург евакогоспіталю не відмовив у допомозі цивільному населенню не тільки Вадського, а й сусідніх районів.
 До 1943 року Л.В. Радевич здійснив більше 15 тисяч різних видів операцій.
У 1942 році отримав подяку за самовіддану працю лікаря-хірурга госпіталю  М. Горького. До цього часу Радевич мав звання заслуженого лікаря УРСР. 
 Після війни лікар повертається до управління Карлівською лікарнею на Полтавщині, де перетворює її на міжрайонний навчально-профілактичний – лікувальний комбінат, виховуючи молодих хірургів.
 Майже до останніх днів він оперував, незважаючи на важку хворобу. Іноді його привозили в лікарню в кріслі...
Військових лікарів називали «солдатами життя». Ці слова стосувалися і персоналу лікарні. «Солдати життя» так справедливо відзначені! Вони не воювали, не йшли один на один з ворогом, не оборонялися і не йшли в наступ. І, тим не менше, вони солдати, бо їхнім ворогом була смерть, яка ширяє над полями битв, заряджена бомбами, снарядами та кулями, стоїть на чолі кожного пораненого. «Солдати життя» також щодня йшли в бій, повертаючи поранених до строю, робочого дня та ніч у лікарняних палатах.»